# Slatina (Wysoki Jesionik)
Slatina (również Janovy skály; historyczna nazwa niem. Johannes Stein) – szczyt o wysokości 1075 m n.p.m. (podawana jest też wysokość 1060,2 m n.p.m.  lub 1060 m n.p.m.), będący grupą skalną w paśmie górskim Wysokiego Jesionika (cz. Hrubý Jeseník), w północno-wschodnich Czechach, w Sudetach Wschodnich, na Śląsku, na granicy gmin Heřmanovice i Vrbno pod Pradědem, oddalony o około 10,2 km na północny wschód od szczytu góry Pradziad (cz. Praděd). Rozległość szczytu wraz ze stokami (powierzchnia stoków) szacowana jest na około 1,8 km², a średnie nachylenie wszystkich stoków wynosi około 13°.

## Charakterystyka

### Lokalizacja

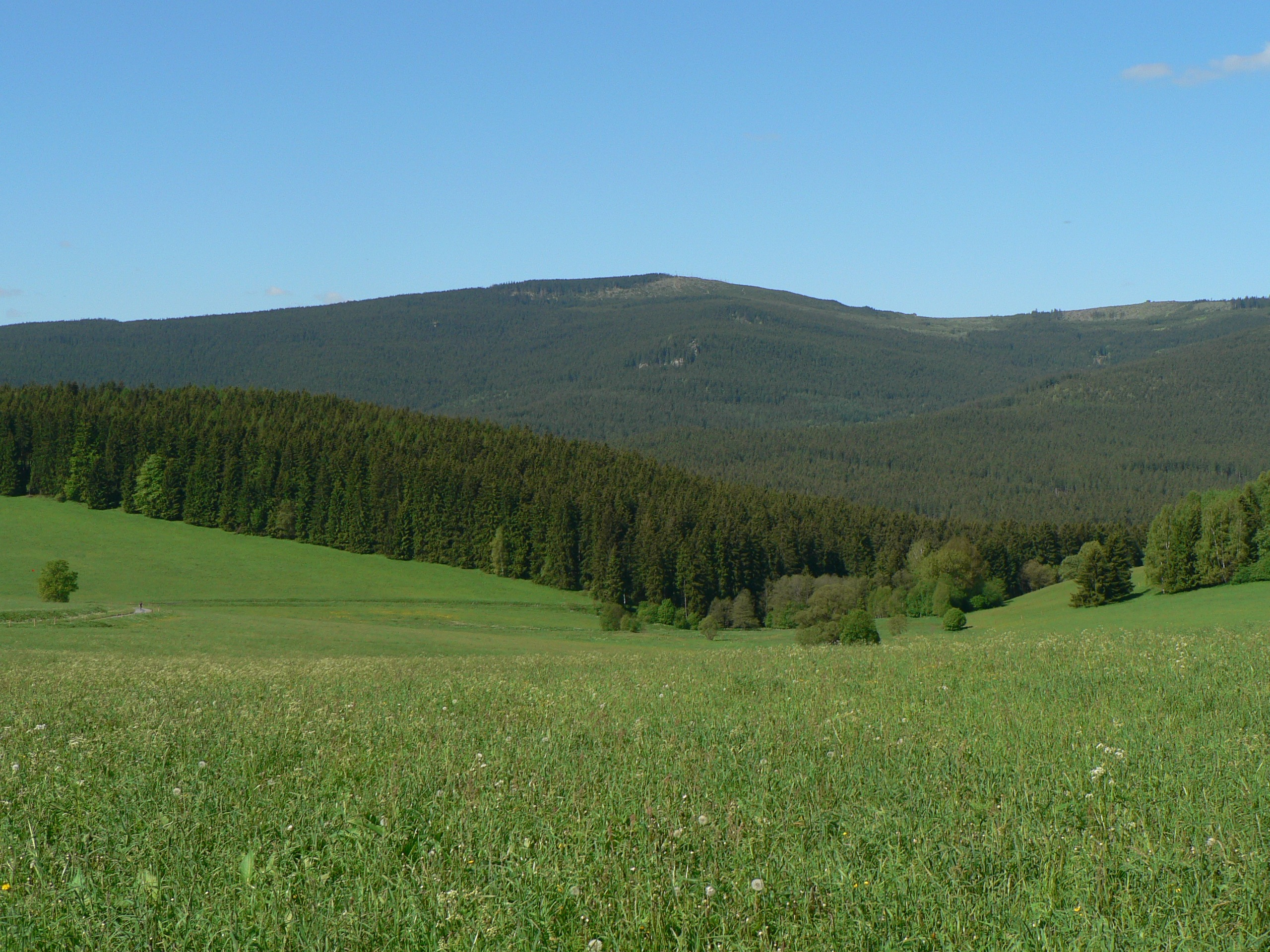
Widok na górę Medvědí vrch (z lewej u góry słabo widoczna Slatina) (2010 rok)

Szczyt Slatina położony jest w północno-wschodnim rejonie całego pasma Wysokiego Jesionika, leżący w części Wysokiego Jesionika, w północno-wschodnim obszarze (mikroregionu) o nazwie Masyw Orlíka (cz. Medvědská hornatina), na jego północnym, łukowatym grzbiecie głównym, ciągnącym się od góry Zámecký vrch (1) do góry Na vyhlídce (1) w ciągu szczytów: Zámecký vrch (1) → Orlík → Orlík–JV → Medvědí vrch → Medvědí vrch–JV → Slatina → Pytlák → Loupežník → Na vyhlídce (1). Jest szczytem bardzo trudno rozpoznawalnym, o słabo wyeksponowanej kopule szczytowej, a ponadto zalesiony, przysłonięty przez okalający go bór świerkowy. Ledwie co dostrzegalny z pobliskiej drogi nr 445 Rýmařov – Zlaté Hory. Również z jego pobliskich szczytów jest praktycznie niewidoczny i trudno go bliżej zlokalizować. Jest szczytem słabo rozpoznawalnym m.in. z wieży widokowej na Biskupiej Kopie (cz. Biskupská kupa) (szczyt widoczny na lewo poniżej linii patrzenia w kierunku szczytu Medvědí vrch). Jest szczytem również słabo rozpoznawalnym m.in. z drogi okalającej połać szczytową góry Pradziad (szczyt widoczny na prawo poniżej linii patrzenia w kierunku szczytu Medvědí vrch, ale można go pomylić z innymi szczytami np. Jelení kameny czy Pytlák leżącymi niemal na tej samej linii spojrzenia), a z innego charakterystycznego punktu widokowego – z drogi okalającej szczyt góry Dlouhé stráně jest niewidoczny, bo przysłonięty górą Malý Děd.
Szczyt wraz ze stokami ograniczają: od północnego zachodu mało wybitna przełęcz o wysokości 1059 m n.p.m. w kierunku szczytu Medvědí vrch, od północy dolina nienazwanego potoku, będącego dopływem potoku Rudná, od północnego wschodu przełęcz o wysokości 868 m n.p.m. w kierunku szczytu Suchý vrch, od wschodu dolina potoku o nazwie Suchý potok, od południowego wschodu przełęcz o wysokości 1010 m n.p.m. w kierunku szczytu Pytlák oraz od południowego zachodu dolina potoku Bílý potok. W otoczeniu szczytu Slatina znajdują się następujące szczyty: od północnego zachodu Ostruha–JV, Medvědí louka i Medvědí vrch–JV, od północnego wschodu Medvědí skály, Pod Suchým vrchem i Suchý vrch, od południowego wschodu Na vyhlídce (1)–S, Na vyhlídce (1), Loupežník i Pytlák, od południa Pytlák–JZ oraz od południowego zachodu Jelení kameny, Kamzičí skála (2), Jelení loučky i Černý vrch.      

### Szczyt

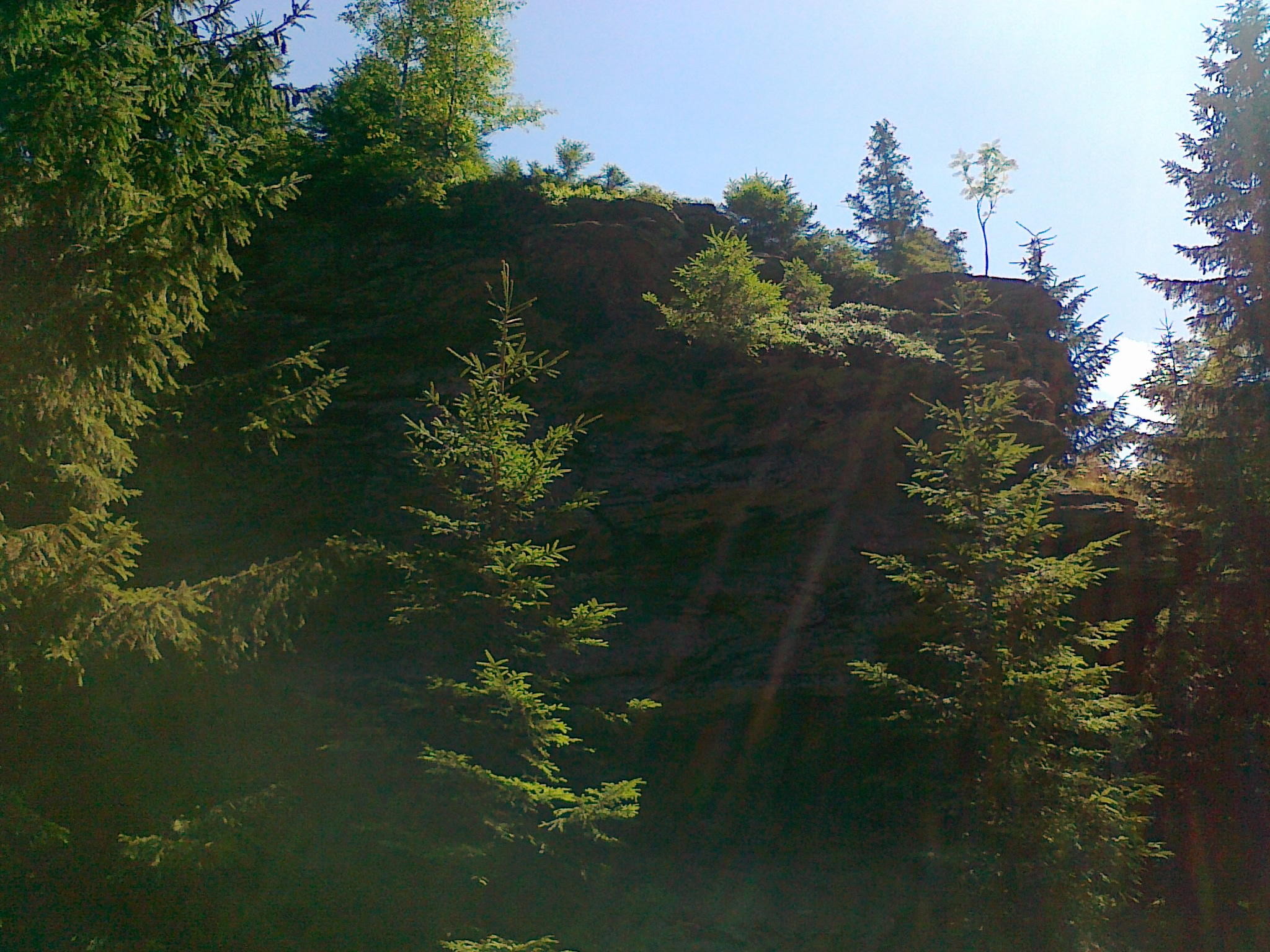
Widok na szczytową grupę skalną Slatina (2021 rok)

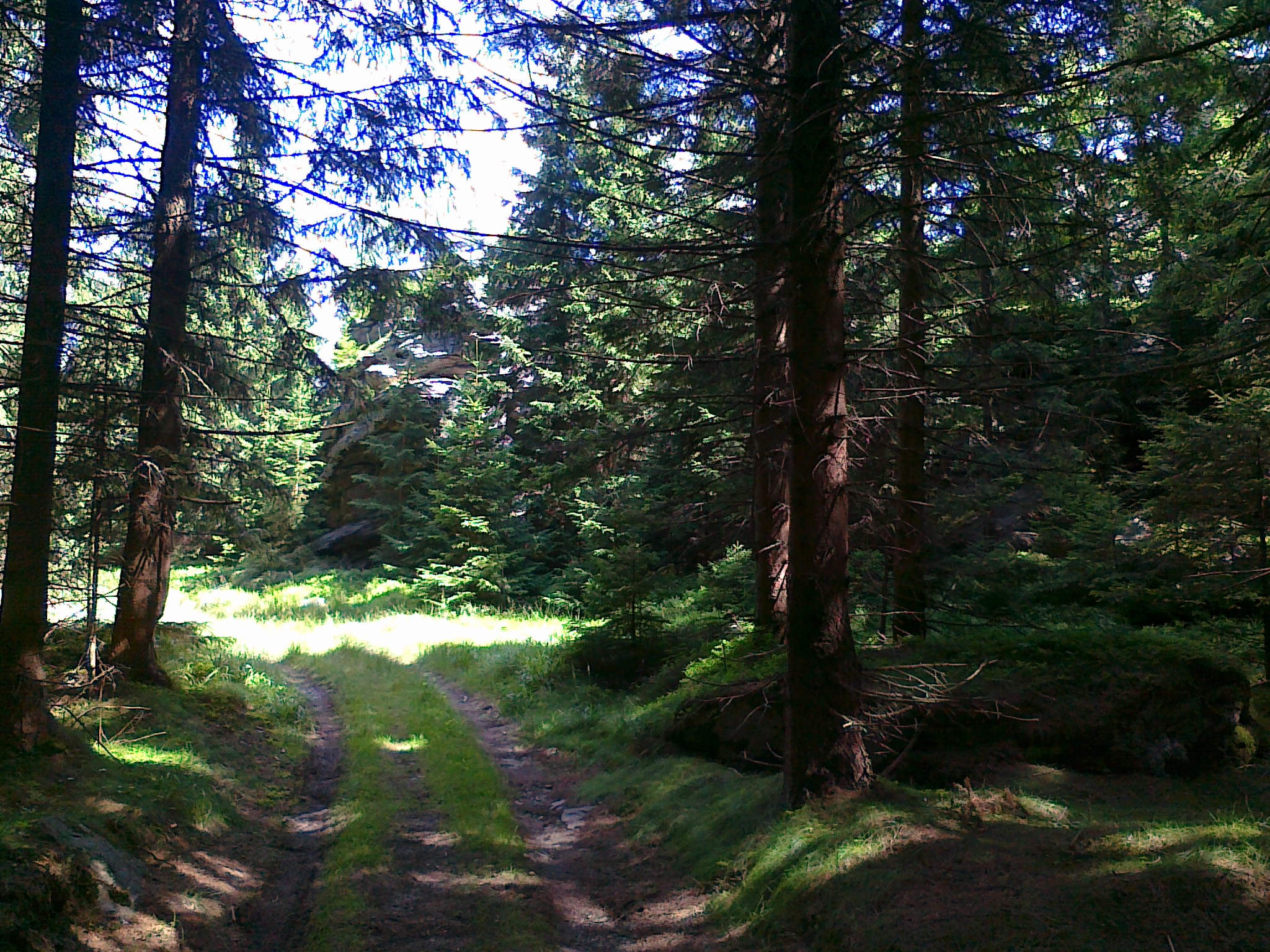
Połać szczytowa przed grupą skalną Slatina (2021 rok)

Slatina jest szczytem pojedynczym. Na szczyt nie prowadzi żaden znakowany szlak turystyczny. Szczyt jest rozległą grupą skalną o przybliżonych wymiarach poziomych (105 × 35) m, zajmującą powierzchnię około 3260 m², otoczoną borem świerkowym oraz pokrytą wokół trawą wysokogórską. Skaliska miejscami osiągają wysokość przekraczającą 15 m. Istnieje dojście do punktu wierzchołkowego skaliska szczytowego, który jest ograniczonym punktem widokowym. Widoczne są w zalesieniu szczyty gór Medvědí vrch i Suchý vrch. Z uwagi na nachylenia skalisk szczytowych, które miejscami są urwiskami zaleca się dużą ostrożność przy wejściu i przejściu przez nie, tym bardziej, że nie ma tam barierek czy łańcuchów. Na połaci szczytowej nie ma punktu geodezyjnego . Państwowy urząd geodezyjny o nazwie (cz. Český úřad zeměměřický a katastrální (CÚZK)) w Pradze podaje jako najwyższy punkt – szczyt – o wysokości 1074,5 m n.p.m. i współrzędnych geograficznych (50°09′06,4″N 17°19′39,2″E/50,151778 17,327556).  
Dojście do szczytowej grupy skalnej następuje z drogi o nazwie Nová cesta, biegnącej z osady Mnichov. Po przejściu tą drogą odcinka o długości około 3,4 km i dojściu do polany, ze znajdującą się na niej chatą o nazwie Františkova chata, należy orientacyjnie nieoznakowaną drogą przejść w kierunku szczytu Pytlák odcinek o długości około 1,8 km, a następnie należy skręcić w lewo przechodząc dalej nieoznakowaną drogą odcinek o długości około 860 m, mijając po drodze chatę o nazwie Janská chata, dochodząc w ten sposób do połaci szczytowej przy grupie skalnej. 

### Stoki
W obrębie szczytu można wyróżnić cztery następujące zasadnicze stoki :
- północno-wschodni
- wschodnie o nazwach Mokřiny, V tokaništi
- południowy
- południowo-zachodnie o nazwach Smrkové skály, U Krmelce

Występują tu wszystkie typy zalesienia: bór świerkowy, las mieszany oraz las liściasty, przy czym dominuje zdecydoowanie zalesienie gęstym borem świerkowym. Na stokach północno-wschodnim, wschodnim i południowo-zachodnim poza borem świerkowym, występują wraz z obniżaniem wysokości obszary lasu mieszanego, na stoku południowo-zachodnim znaczne obszary lasu liściastego, a na stokach północno-wschodnim i południowym pojawiają się nawet łąki. Na niemalże wszystkich stokach występują polany i przecinki. Na stokach północno-wschodnim, południowym i południowo-zachodnim występują liczne grupy skalne (m.in. o nazwie Smrkové skály – stok południowo-zachodni). Ponadto na stoku południowo-zachodnim, na wysokości około 835 m n.p.m. występuje wieża skalna o nazwie Skalní masiv Bivak, na której wytyczono trasę do wspinaczki skałkowej.
Stoki mają stosunkowo jednolite, łagodne i zróżnicowane nachylenia. Średnie nachylenie stoków waha się bowiem od 5° (stok południowy) do 17° (stok południowo-zachodni). Średnie nachylenie wszystkich stoków (średnia ważona nachyleń stoków) wynosi około 13°. Maksymalne średnie nachylenie stoku południowo-zachodniego, na wysokościach około 950 m n.p.m., przy jednej z grup skalnych, na odcinku 50 m nie przekracza 35°. Stoki pokryte są siecią dróg (m.in. Medvědí cesta, Příčná cesta, Ruská cesta, Solná cesta czy Suchohorská cesta) oraz na ogół nieoznakowanych ścieżek i duktów. Przemierzając je zaleca się korzystanie ze szczegółowych map, z uwagi na zawiłości ich przebiegu, zalesienie oraz zorientowanie w terenie.

### Geologia
Pod względem geologicznym szczyt Slatina ze stokami należy do jednostki określanej jako kopuła Desny i zbudowany jest ze skał metamorficznych, głównie blasto-mylonitów (muskowitów, biotytów, chlorytów) oraz skał magmowych, głównie meta-granitoidów.

### Wody
Grzbiet główny (grzebień) góry Pradziad, biegnący od przełęczy Skřítek do przełęczy Červenohorské sedlo oraz dalej do przełęczy Ramzovskiej (cz. Ramzovské sedlo) jest częścią granicy Wielkiego Europejskiego Działu Wodnego, dzielącej zlewiska Morza Bałtyckiego i Morza Czarnego . 
Szczyt wraz ze stokami Slatina położony jest na północny wschód od tej granicy, należy więc do zlewni Morza Bałtyckiego, do którego płyną wody m.in. z dorzecza rzeki Odry, będącej przedłużeniem płynących z tej części Wysokiego Jesionika górskich potoków (m.in. płynących w pobliżu potoków o nazwach Rudná, Suchý potok czy Bílý potok). Ze stoku wschodniego bierze swój początek krótki, nienazwany potok, będący dopływem wspomnianego wcześniej potoku o nazwie Suchý potok. Ponadto na stoku południowym, w odległości około 530 m na południowy wschód od szczytu, blisko grupy skalnej Smrkové skály, na wysokości około 1020 m n.p.m. występuje źródło o nazwie (cz. Studánka u Pytláka). Z uwagi na stosunkowo łagodne nachylenia stoków, w ich obrębie nie występują m.in. wodospady czy kaskady.

## Ochrona przyrody
Szczyt Slatina ze stokami znajduje się w obrębie wydzielonego obszaru objętego ochroną o nazwie Obszar Chronionego Krajobrazu Jesioniki (cz. Chráněná krajinná oblast (CHKO) Jeseníky), a utworzonego w celu ochrony utworów skalnych, ziemnych i roślinnych oraz rzadkich gatunków zwierząt. Na stokach nie utworzono żadnych rezerwatów przyrody lub innych obiektów nazwanych pomnikami przyrody. Ponadto na stokach nie wytyczono żadnych ścieżek dydaktycznych. 

## Turystyka
W obrębie szczytu i stoków nie ma żadnego schroniska turystycznego lub hotelu górskiego. Osada Bílý Potok, leżąca niedaleko szczytu Slatina nie dysponuje odpowiednią bazą turystyczną, bowiem nie ma tam praktycznie żadnych hoteli górskich czy pensjonatów. Przy drodze nr 451 w tej osadzie znajduje się przystanek linii autobusowej z połączeniem do miejscowości: Vrbno pod Pradedem, Jesionik (cz. Jeseník) czy Ołomuniec (cz. Olomouc). Do bazy turystycznej w miejscowości Vrbno pod Pradědem z bazą hoteli i pensjonatów jest od szczytu około 4 km w kierunku południowo-wschodnim. Ponadto do osady Vidly jest od szczytu około 6,6 km w kierunku południowo-zachodnim ze znajdującym się w niej górskim hotelem Vidly.
Kluczowym punktem turystycznym jest oddalone o około 1 km na południowy zachód od szczytu, skrzyżowanie turystyczne o nazwie (cz. Rabenštejn (vyhl.)) z podaną na tablicy informacyjnej wysokością 850 m, zlokalizowane przy drodze Solná cesta, przez które przechodzi jedyny szlak turystyczny.

### Chaty łowieckie

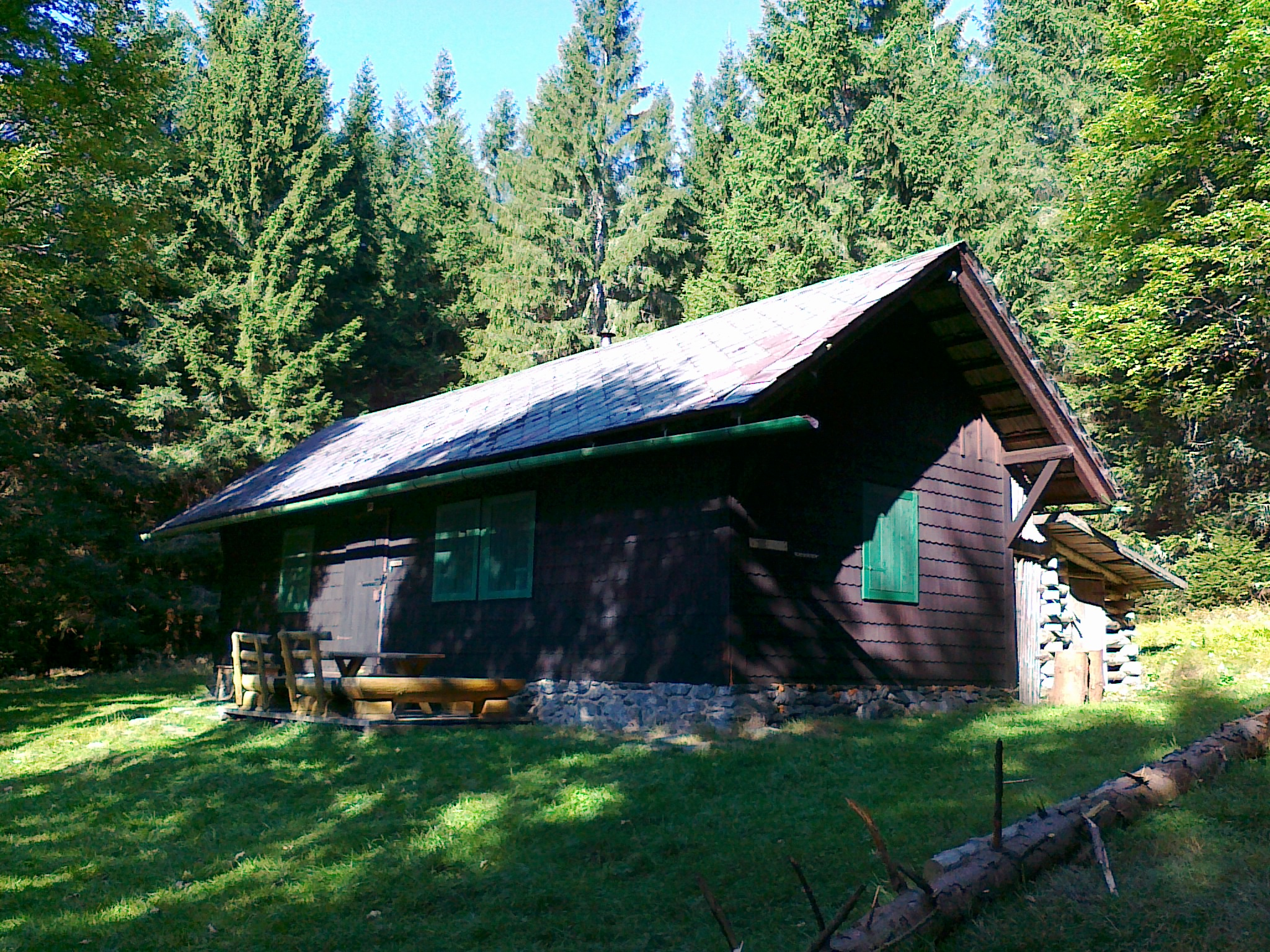
Jánská chata (Medvědí) (2018 rok)

Na stokach położone są dwie chaty, ale nie mają one charakteru typowych schronisk turystycznych, a które zalicza się do tzw. chat łowieckich.
| Chaty na stokach Slatiny |                        |                           |                                                                                         |                                               |
| Lp.                      | Chata                  | Odległość od szczytu m    | Lokalizacja                                                                             | Współrzędne geograficzne                      |
| 1                        | Jánská chata (Medvědí) | 490 na południowy wschód  | stok południowy, blisko źródła Studánka u Pytláka                                       | 50°08′51,4″N 17°19′46,0″E/50,147611 17,329444 |
| 2                        | Suchohorská chata      | 1180 na południowy wschód | podnóże stoku wschodniego, blisko drogi Suchohorská cesta i potoku o nazwie Suchý potok | 50°09′04,5″N 17°20′37,9″E/50,151250 17,343861 |

### Szlaki turystyczne, rowerowe i trasy narciarskie
Klub Czeskich Turystów (cz. Klub Českých Turistů) wytyczył w obrębie stoków jeden szlak turystyczny na trasie:
 Vrbno pod Pradědem – góra Pytlák – Slatina – Kamzičí skála (2) – góra Medvědí vrch – góra Medvědí louka – dolina potoku Šumný potok – Adolfovice
W obrębie szczytu i stoków nie wyznaczono żadnych szlaków rowerowych. Ponadto na stokach nie poprowadzono żadnej trasy narciarstwa biegowego ani żadnej trasy narciarstwa zjazdowego.